# Denis Thomalla
Denis Thomalla (Pforzheim, 1992. augusztus 16. –) német korosztályos válogatott labdarúgó, a ciprusi AÉ Lemeszú támadója.

## Pályafutása
Első klubja a SV Büchenbronn volt. Ezek után a Karlsruher SC akadémiájára került, ahol kiemelkedő teljesítménye miatt szerződtette a TSG 1899 Hoffenheim 2010 februárjában. A junior csapattal megnyerte a DFB Junior kupát. Az utolsó mérkőzésen a Hertha BSC ellen két gólt szerzett. Következő szezonban a tartalék csapatban szerepelt. Ebben az évben a felnőttek között is bemutatkozott a Werder Bremen ellen a 77. percben váltotta Peniel Mlapát. A 2011-12-es szezonban a tartalékok között szerepelt.
2013. június 7-én a harmadosztályba frissen feljutó RB Leipzig játékosa lett. 2014. szeptember 1-jén kölcsönbe került az osztrák SV Ried együtteséhez. 2015. június 23-án a lengyel Lech Poznań szerződtette. 2016. január 12-én a Heidenheim opciós joggal kölcsönbe vette. Áprilisban végleg szerződtették.
2025. január 17-én a ciprusi AÉ Lemeszú másfél évre szerződtette.

### Válogatott
A 2009-10-es szezonban a német u18-as válogatottnak volt tagja, ahol az amerikai U19-es válogatott ellen debütált. Tíz válogatott mérkőzésen két gólt szerzett. 2010. augusztustól tagja a német U19-es válogatottnak is.

## Sikerei, díjai
- Lech Poznań
  - Lengyel szuperkupa: 2015
- Heidenheim
  - Bundesliga 2: 2022–23

## Statisztika
| Klub              | Szezon   | Bajnokság | Bajnokság | Kupa  | Kupa | Nemzetközi | Nemzetközi | Összesen | Összesen |
| Klub              | Szezon   | Mérk.     | Gól       | Mérk. | Gól  | Mérk.      | Gól        | Mérk.    | Gól      |
| ----------------- | -------- | --------- | --------- | ----- | ---- | ---------- | ---------- | -------- | -------- |
| TSG Hoffenheim II | 2009-10  | 10        | 3         | -     | -    | -          | -          | 10       | 3        |
| TSG Hoffenheim II | 2010-11  | 13        | 2         | -     | -    | -          | -          | 13       | 2        |
| TSG Hoffenheim II | 2011-12  | 25        | 8         | -     | -    | -          | -          | 25       | 8        |
| TSG Hoffenheim II | 2012-13  | 34        | 10        | -     | -    | -          | -          | 34       | 10       |
| TSG Hoffenheim    | 2010-11  | 4         | 0         | 1     | 0    | -          | -          | 5        | 0        |
| TSG Hoffenheim    | 2011-12  | 0         | 0         | 0     | 0    | -          | -          | 0        | 0        |
| RB Leipzig        | 2013-14  | 18        | 2         | 0     | 0    | -          | -          | 18       | 2        |
| RB Leipzig        | 2014-15  | 3         | 1         | 0     | 0    | -          | -          | 3        | 1        |
| SV Ried           | 2014-15  | 29        | 10        | 1     | 0    | -          | -          | 30       | 10       |
| Lech Poznań       | 2015-16  | 0         | 0         | 0     | 0    | 0          | 0          | 0        | 0        |
| Összesen          | Összesen | 136       | 36        | 2     | 0    | 0          | 0          | 138      | 36       |